# Just Cause 2
Just Cause 2 – komputerowa gra akcji, której premiera odbyła się 23 marca 2010 roku na platformy Microsoft Windows, PlayStation 3 i Xbox 360. Została wyprodukowana przez Avalanche Studios i wydana przez Eidos Interactive, jej polskim wydawcą jest Cenega Poland.

## Fabuła
Akcja Just Cause 2 toczy się na fikcyjnej wyspie nazwanej Panau w południowo-wschodniej Azji. Agent wywiadu CIA, Rico Rodriguez, wyrusza z misją odnalezienia swojego przyjaciela i obalenia dyktatury na wyspie.

## Rozgrywka
Gracz kieruje postacią Rico Rodrigueza z perspektywy trzeciej osoby po otwartym świecie wyspy Panau. Obszar gry obejmuje 1024 km² i zawiera ponad 350 lokacji – wiosek, portów, lotnisk czy baz wojskowych.
W grze występują dwa rodzaje misji: zlecane przez przełożonych z agencji CIA, które rozwijają główny wątek fabularny oraz dodatkowe misje zlecane przez jedną z trzech partyzanckich frakcji, starających się przejąć władzę nad wyspą. Poza wykonywaniem głównego wątku fabularnego dostępne są zadania poboczne takie jak wyścigi samochodem. Gracz może niszczyć niektóre budynki, za które dostaje tzw. „punkty chaosu”. Za wykonywanie misji można zakupić lub ulepszyć bronie oraz pojazdy.

## Produkcja i wydanie
Data premiery była przekładana kilkukrotnie, gra miała zostać wydana pod koniec 2008 roku, następnie w marcu 2009, krótko po tym ogłoszono, że przewidywana data premiery to wrzesień 2009, na targach E3, które odbyły się w czerwcu 2009 roku, zaprezentowano pierwszy zwiastun.

### Just Cause 2: Multiplayer Mod
16 grudnia 2013 roku na platformie Steam ukazała się fanowska modyfikacja o nazwie Just Cause 2: Multiplayer Mod, która oferuje rozgrywkę wieloosobową. Jest ona darmowa dla posiadaczy podstawowej wersji gry. Zajęła pierwsze miejsce w konkursie „Mod Of The Year 2013” serwisu Mod DB zarówno w głosowaniu użytkowników, jak i wyborze redakcji.